# Edward Johansson
Carl Edward Johansson, senare Lalér, född 8 april 1879 i Kungsholms församling i Stockholm, död 19 februari 1967 i Sankt Görans församling i Stockholm, var en svensk idrottsman (långdistanslöpare). Han tävlade för IF Stockholm.
Johansson vann SM-guld på 10 000 meter år 1900.